# Električne raže
Električne raže (Torpediniformes) su red raža, pljostnatih rušljoriba sa izduženim prsnim perajama. Poznate su po tome što imaju sposobnost proizvođenja električnog pražnjenja u rasponu od 8 do 220 volti, zavisno od vrste, koja koriste za omamljivanje plena i za odbranu. Postoji 69 vrsta u četiri porodice.
Verovatno su najpoznatiji članovi iz roda Torpedo, koji se nazivaju riba grča i riba utrnuća. Torpedo je dobio ime po ovom rodu. Naziv potiče od latinske reči torpere, sa značenjem biti ukrućen ili paralisan, što se odnosi se na efekte koje raža ima na onog ko njome rukuje.

## Opis
Električne raže imaju zaobljeni grudni disk sa dva umereno velika zaobljeno-ugaona (nisu šiljasta ili kukasta) leđna peraja (koja su redukovana kod nekih pripadnika porodice Narcinidae) i snažan mišićav rep sa dobro razvijenom kaudalnim perajom. Telo im je debelo i mlintavo, sa mekom labavom kožom, bez krljušti i bodlji. Par električnih organa u obliku bubrega nalazi se u osnovi prsnih peraja. Nos je širok i velik kod Narcinidae, dok je kod drugih familija manji. Ispod diska su usta, nozdrve i pet pari škržnih proreza.
Električne raže se nalaze od plitkih priobalnih voda do dubine od 1.000 m (3.300 ft). Oni su trome i usporene, pokreću se repovima, a ne koristeći svoja prsna peraja kao što to čine druge raže. Hrane se beskičmenjacima i malim ribama. One leže i čekaju plen ispod peska ili druge podloge, i koriste svoj elektricitet da bi ga omamile i uhvatile.

## Odnos sa ljudima
Elektrogena svojstva električnih raža poznata su još od antike. Stari Grci su koristili električne raže da bi ublažili bol pri porođaju i operacija. U svom dijalogu Meno, Platonov lik Meno optužuje Sokrata za „omamljivanje” ljudi svojim zagonetnim pitanjima, na način sličan maniru na koji torpedna riba omamljuje elektricitetom. Skribonij Larg, rimski lekar, zabeležio je upotrebu torpedne ribe za lečenje glavobolje i gihta u svom radu Compositiones Medicae iz 46. godine. Torpedna riba, ili električna raža, neprekidno se pojavljuje u predmodernim prirodnim istorijama kao magično stvorenje, a njena sposobnost da utrne ribare bez dodira bila je značajan izvor dokaza za verovanje u okultne kvalitete u prirodi tokom vekova pre otkrića elektriciteta kao objašnjenja.

## Sistematika
Postoji oko 60 vrsta električnih raža koje su grupisane u 12 rodova i dve familije. Podfamilija Narkinae se ponekad smatra familijom, Narkidae. Torpedinidi se hrane velikim plenom, koji oni omamljuju koristeći svoje električne organe i progutaju ga celog, dok se narcinidi specijalizuju za mali plen na ili u supstratu dna. Obe grupe koriste električnu energiju za obranu, mada nije jasno je da li narcidi koriste elektricitet za hranjenje.
- Familija 
  - Podfamilija 
    - Rod 
    - Rod 
    - Rod 
    - Rod 

  - Podfamilija 
    - Rod 
    - Rod 
    - Rod 
    - Rod 
    - Rod 
    - Rod
- Familija 
  - Podfamilija 
    - Rod
- Familija [15]
  - Podfamilija 
    - Rod 
    - Rod

## Literatura
- Martin, R. Aidan (фебруар 2010). „Batoids: Sawfishes, Guitarfishes, Electric Rays, Skates, and Sting Rays”. Elasmo research. ReefQuest Centre for Shark Research.
- Motta, P.J.; Wilga, C.D. (2001). „Advances in the study of feeding behaviors, mechanisms, and mechanics of sharks”. Environmental Biology of Fishes. 60 (1–3): 131—56. S2CID 28305317. doi:10.1023/A:1007649900712.
- Wilga, C.A.D. (2008). „Evolutionary divergence in the feeding mechanism of fishes”. Acta Geologica Polonica. 58: 113—20.
- „Reproduction overall”. Risk Section, Bedford Institute of Oceanography & Marine Fish Species. Canadian Shark Research Lab. Skates and rays of Atlantic Canada. Northwest Atlantic Fisheries Center. Архивирано из оригинала 2015-01-16. г. Приступљено 27. 5. 2012.
- Adams, Kye R.; Fetterplace, Lachlan C.; Davis, Andrew R.; Taylor, Matthew D.; Knott, Nathan A. (јануар 2018). „Sharks, rays and abortion: The prevalence of capture-induced parturition in elasmobranchs”. Biological Conservation. 217: 11—27. S2CID 90834034. doi:10.1016/j.biocon.2017.10.010. Архивирано из оригинала 2019-02-23. г. Приступљено 2018-12-09.
- Benton, M. J. (2005). Vertebrate Palaeontology (3rd изд.). Blackwell. Fig 7.13 on page 185. ISBN 978-0-632-05637-8.
- Stumpf, Sebastian; Kriwet, Jürgen (2019). „A new Pliensbachian elasmobranch (Vertebrata, Chondrichthyes) assemblage from Europe, and its contribution to the understanding of late Early Jurassic elasmobranch diversity and distributional patterns”. PalZ. 93 (4): 637—658. doi:10.1007/s12542-019-00451-4 .
- „Chondrichthyes: Fossil Record”. University of California Museum of Paleontology. U.C. Berkeley.
- Douady, C.J.; Dosay, M.; Shivji, M.S.; Stanhope, M.J. (2003). „Molecular phylogenetic evidence refuting the hypothesis of Batoidea (rays and skates) as derived sharks”. Molecular Phylogenetics and Evolution. 26 (2): 215—221. PMID 12565032. doi:10.1016/S1055-7903(02)00333-0.
- Kriwet, Jürgen. „The systematic position of the Cretaceous sclerorhynchid sawfishes (Elasmobranchii, Pristiorajea)” (PDF). Архивирано из оригинала (PDF) 16. 04. 2016. г. Приступљено 22. 05. 2023.
- McEachran, J.D.; Aschliman, N. (2004). „Phylogeny of batoidea”.  Ур.: Carrier, J.C.; Musick, J.A.; Heithaus, M.R. Biology of sharks and their relatives. Boca Raton, Florida: CRC Press. стр. 79—114.
- Bigelow, H.B.; Schroeder, W.C. (1953). Fishes of the Western North Atlantic, Part 2. Sears Foundation for Marine Research, Yale University. стр. 80—96.
- Brahim, B.R.; Seck, A.A.; Capapé, C. (1998). „Albinism in a common torpedo, Torpedo (Torpedo) torpedo”. Cybium. 22 (1): 83—86.
- Bullock, T.H., ур. (2005). Electroreception. Birkhäuser. стр. 6. ISBN 978-0-387-23192-1.
- Capapé, C.; Guélorget, O.; Vergne, Y.; Quignard, J. (2006). „An unusual nine-ocellated common torpedo, Torpedo torpedo (Linnaeus, 1758) (Chondrichthyes: Torpedinidae), from southern France”. Acta Adriatica. 47 (1): 73—78.
- Capapé, C.; Seck, A.A.; Diatta, Y. (2000). „Reproductive biology of the common torpedo, Torpedo torpedo (Linnaeus, 1758) (Pisces, Torpedinidae) from the coast of Senegal (Eastern Tropical Atlantic)”. Miscellania Zoologica. 23 (1): 9—21.